# Corycaeus productus
Corycaeus productus – niepewny taksonomicznie gatunek widłonoga z rodziny Corycaeidae. Nazwa naukowa tego gatunku skorupiaków została opublikowana pomiędzy 1849 a 1852 rokiem przez amerykańskiego zoologa Jamesa Dwighta Danę.